# Sacrifice (chanson de The Weeknd)
Pour les articles homonymes, voir Sacrifice (homonymie).
Singles de The Weeknd
Poison (en)
(2021) Gasoline
(2022)
Sacrifice est une chanson du chanteur canadien The Weeknd issue de son cinquième album studio Dawn FM. La chanson et son clip sortent le même jour que l'album, le 7 janvier 2022. Elle est diffusée comme premier single sur les radios françaises et italiennes le jour-même, puis sur les radios américaines le 11 janvier 2022.

## Historique
Un extrait de la chanson est présente à la fin du clip Take My Breath sorti pendant l'été 2021. Après plusieurs mois de teasing, The Weeknd dévoile la liste des pistes de l'album Dawn FM le 5 janvier 2022, deux jours avant sa sortie,.

## Clip
Le clip est réalisé par Cliqua, le duo qui a réalisé les clips des chansons Take My Breath et Save Your Tears.

## Classements hebdomadaires
| Classements (2022)                           | Meilleure position |
| -------------------------------------------- | ------------------ |
| Argentine (Hot 100)                          | 65                 |
| Australie (ARIA)                             | 9                  |
| Australie (Hip-Hop/R&B Singles)              | 2                  |
| Autriche (Ö3 Austria Top 40)                 | 27                 |
| Belgique (Flandre Ultratop 50 Singles)       | 17                 |
| Belgique (Wallonie Ultratop 50 Singles)      | 3                  |
| Canada (Hot 100)                             | 9                  |
| Canada (Adult Contemporary)                  | 14                 |
| Canada (CHR/Top 40)                          | 9                  |
| Canada (Hot AC)                              | 9                  |
| République tchèque (Singles Digitál Top 100) | 27                 |
| Croatie (HRT)                                | 1                  |
| Danemark (Tracklisten)                       | 12                 |
| Euro Digital Song Sales (Billboard)          | 15                 |
| Finlande (Suomen virallinen lista)           | 7                  |
| France (SNEP)                                | 21                 |
| Allemagne (Media Control AG)                 | 27                 |
| Global 200 (Billboard)                       | 2                  |
| Grèce (IFPI)                                 | 1                  |
| Hongrie (Single Top 40)                      | 19                 |
| Hongrie (Stream Top 40)                      | 20                 |
| Islande (Plötutíðindi)                       | 5                  |
| Inde (IMI)                                   | 7                  |
| Irlande (IRMA)                               | 5                  |
| Italie (FIMI)                                | 38                 |
| Japon (Hot 100)                              | 85                 |
| Lettonie (LAIPA)                             | 21                 |
| Lituanie (AGATA)                             | 3                  |
| Malaisie (RIM)                               | 17                 |
| Mexico Airplay (Billboard)                   | 10                 |
| Pays-Bas (Nederlandse Top 40)                | 10                 |
| Pays-Bas (Single Top 100)                    | 15                 |
| Nouvelle-Zélande (RMNZ)                      | 22                 |
| Norvège (VG-lista)                           | 7                  |
| Portugal (AFP)                               | 6                  |
| Singapour (RIAS)                             | 15                 |
| Slovaquie (IFPI Rádio)                       | 31                 |
| Slovaquie (Singles Digitál Top 100)          | 9                  |
| Afrique du Sud (RISA)                        | 17                 |
| Corée du Sud (Gaon)                          | 194                |
| Espagne (PROMUSICAE)                         | 68                 |
| Suède (Sverigetopplistan)                    | 5                  |
| Suisse (Schweizer Hitparade)                 | 13                 |
| Royaume-Uni (UK Singles Chart)               | 10                 |
| Royaume-Uni (UK R&B Chart)                   | 4                  |
| États-Unis (Hot 100)                         | 11                 |
| États-Unis (Adult Contemporary)              | 23                 |
| États-Unis (Adult Pop Songs)                 | 16                 |
| États-Unis (Dance/Mix Show Airplay)          | 7                  |
| États-Unis (R&B/Hip-Hop Songs)               | 3                  |
| États-Unis (Pop Airplay)                     | 13                 |
| États-Unis (Rhythmic Songs)                  | 13                 |
| Viêt Nam (Vietnam Hot 100)                   | 22                 |

## Personnel
Sauf indication contraire ou complémentaire, les informations mentionnées dans cette section peuvent être confirmées par Pitchfork.
- The Weeknd – chant, écriture, production, claviers, programmation
- Max Martin – écriture, production, claviers, programmation
- Oscar Holter (en) – écriture, production, claviers, programmation
- Swedish House Mafia – production
  - Axel Hedfors – écriture
  - Steve Angello – écriture
  - Sebastian Ingrosso – écriture
- Carl Nordström – écriture
- Kevin McCord – écriture
- Kevin Peterson – assistant mastering
- Matt Cohn — co-production
- Shin Kamiyama – ingénierie
- Dave Kutch – mastering
- John Hanes – mixage
- Serban Ghenea – mixage
- Oneohtrix Point Never - programmation